# Hispano Aviación HA-100 Triana
El Hispano Aviación H-100 Triana fue un avión de entrenamiento monoplano diseñado en España por el alemán Willy Messerschmitt, y desarrollado en la fábrica que la compañía Hispano Aviación tenía en el barrio de Triana (Sevilla).

## Diseño y desarrollo
La oficina de diseño "Oficina Técnica Prof. Messerschmitt" desarrolló la aeronave, y el prototipo se construyó en Hispano Aviación, en Sevilla. El nombre Triana se debía al barrio de Sevilla donde estaba situada la factoría. Fue el primer diseño de Messerschmitt después de la Segunda Guerra Mundial.
El HA-100 tuvo su origen en una licitación del Ministerio del Aire de España del año 1951. Willy Messerschmitt realizó los trabajos de diseño fundamentales en Sevilla y también desde Múnich. Sin embargo, los trabajos de desarrollo se hicieron más difíciles de lo que se esperaba, pues hubo problemas en la adquisición de muchos elementos de construcción y componentes. Esto concernía al motor y a los refrigeradores, a partes del tren de aterrizaje, instrumentos y piezas normalizadas.
El proyecto estaba concebido para realizar dos tareas: el entrenamiento de principiantes, con un motor radial de 330 kW (450 CV), así como el entrenamiento en una fase avanzada, para el que el motor tendría una potencia de 590 kW (900 CV). Exteriormente, ambas versiones sólo se diferenciaban en el soporte del motor. La velocidad máxima de la versión para principiantes sería de 387 km/h, y la de la segunda versión, de 478 km/h. El Triana no sólo debería ser válido para formar aviadores comunes, sino también para el entrenamiento preliminar de pilotos de caza, para lo cual estaban previstas dos ametralladoras fijas con mira, así como una foto-ametralladora. El Triana sería apto también para entrenar a pilotos de caza-bombarderos. 
Era un monoplano convencional, de ala baja con el tren de aterrizaje triciclo retráctil. El avión, construido totalmente en metal, disponía de dos asientos en tándem. El ala, formada por dos partes con un solo larguero, estaba provista de alerones ranurados para el aterrizaje, que habían dado buenos resultados en las aeronaves Messerschmitt, y podían operarse manualmente mediante un dispositivo cinemático simple. El tren de aterrizaje era plegable, accionado hidráulicamente. El tren principal, situado en la zona central del ala, se plegaba hacia la parte central del fuselaje, y la rueda delantera retrocedía hacia el mismo. Messerschmitt se preocupó de que el mantenimiento del HA-100 fuera sencillo. El revestimiento del grupo motopropulsor estaba formado por solo cuatro partes. El revestimiento del motor era hermético, para evitar la suciedad en la ventanilla frontal. Las partes laterales se plegaban alrededor de un eje de rotación. 
Se produjeron retrasos porque en Hispano Aviación no existían instalaciones para realizar pruebas estáticas y dinámicas. En el otoño de 1953, la construcción del prototipo del HA-100 estaba terminada en casi todos los aspectos. Como motor estaba previsto usar el Elizalde Sirio de 330 kW (450 CV) de ENMASA, empresa que más tarde pasó a formar parte de CASA. A causa de dificultades en los suministros, se tuvo que emplear un motor más pesado, el Beta del mismo fabricante. Éste procedía de un motor de la firma Wright que se fabricó bajo licencia en la Unión Soviética y se construyó en Barcelona durante la guerra civil española. Otros retrasos se debieron a la demora en la aprobación de vuelo del motor y en el suministro de ciertos componentes de fabricación, como por ejemplo las ruedas del tren de aterrizaje, procedentes de Gran Bretaña.
A pesar de todo, el HA-100E-1 pudo despegar en su primer vuelo el 10 de diciembre de 1953, solo 26 meses después de firmarse el contrato para la construcción de un prototipo. Las malas experiencias con el motor Beta llevaron a que en el segundo prototipo, el HA-100F-1, se instalara el motor Wright Cyclone 7 de 588 kW (800 CV). Este segundo prototipo voló por primera vez en febrero de 1955, pero faltaba el dinero para adquirir los motores. En 1956 se detuvo la fabricación de una serie de 40 aviones, en la que ya se trabajaba. Partes utilizables de los HA-100 se emplearon más tarde para los Hispano Aviación HA-200 Saeta.
Comparado con el North American T-28A Trojan, el avión al que se dio preferencia, el HA-100 presentaba en parte mejores características. Por su construcción bastante compacta, el gasto de materiales resultaba más reducido, y por tanto era más bajo el precio de fabricación.

## Variantes
HA-100E-1
Entrenador básico, el prototipo voló con motor ENMASA Beta de 560 kW (755 CV), 1 construido.
HA-100F-1
Entrenador avanzado con motor Wright R-1300 y previsión para armas bajo las alas, 1 construido.
HA-110
Entrenador básico con motor ENMASA Sirio de 336 kW (450 CV). No llegó a construirse.

## Operadores
España
- Ejército del Aire de España

## Especificaciones (HA-100E-1)
Referencia datos: EADS.com

### Características generales
- Tripulación: Dos (piloto e instructor)
- Longitud: 8,9 m (29,1 ft)
- Envergadura: 10,4 m (34,1 ft)
- Altura: 3,1 m (10 ft)
- Superficie alar: 17 m² (183 ft²)
- Peso vacío: 1024 kg (2256,9 lb)
- Peso máximo al despegue: 1743 kg (3841,6 lb)
- Planta motriz: 1× motor radial de nueve cilindros refrigerado por aire ENMASA Beta.
  - Potencia: 560 kW (772 HP; 762 CV)

### Rendimiento
- Velocidad máxima operativa (Vno): 478 km/h (297 MPH; 258 kt)
- Alcance: 840 km (454 nmi; 522 mi)
- Techo de vuelo: 9500 m (31 168 ft)

## Aeronaves relacionadas

### Secuencias de designación
- Secuencia HA-_ (interna de Hispano Aviación): HA-100 - HA-200 - HA-300 - HA-400 →
- Secuencia E._ (Aeronaves de Escuela del Ejército del Aire español, 1954-1978): ← E.5 - E.6 (I) - E.6 (II) - XE.12 - E.14 - E.15 - E.16 →